# إقبال ثيبا
إقبال ثيبا (بالإنجليزية: Iqbal Theba)‏ هو ممثل أمريكي وباكستاني، ولد في 20 ديسمبر 1963 بكراتشي في باكستان.

## أعمال

### أفلام
- (2015) المرافقة
- (2018) الكتاب الأخضر

### مسلسلات
- الجميع يحب رايموند
- إيلياس
- تشاك
- رجلان ونصف
- غلي
- ويدز

## وصلات خارجية
- إقبال ثيبا على موقع IMDb (الإنجليزية)
- إقبال ثيبا على موقع روتن توميتوز (الإنجليزية)
- إقبال ثيبا على موقع قاعدة بيانات الأفلام العربية
- إقبال ثيبا على موقع ألو سيني (الفرنسية)
- إقبال ثيبا على موقع تيرنر كلاسيك موفيز (الإنجليزية)
- إقبال ثيبا على موقع أول موفي (الإنجليزية)
- إقبال ثيبا على موقع قاعدة بيانات الأفلام السويدية (السويدية)
- إقبال ثيبا على موقع قاعدة بيانات الفيلم (الإنجليزية)
- إقبال ثيبا على موقع ليتربوكسد (الإنجليزية)
- إقبال ثيبا على موقع كينوبويسك (الروسية)